# Yttersjön (Hede socken, Härjedalen)
Yttersjön är en sjö i Härjedalens kommun i Härjedalen och ingår i Ljusnans huvudavrinningsområde. Sjön har en area på 0,471 kvadratkilometer och ligger 785 meter över havet. Sjön avvattnas av vattendraget Rosseln.

## Delavrinningsområde
Yttersjön ingår i det delavrinningsområde (690060-136449) som SMHI kallar för Utloppet av Yttersjön. Medelhöjden är 799 meter över havet och ytan är 4,01 kvadratkilometer. Räknas de 5 avrinningsområdena uppströms in blir den ackumulerade arean 48,94 kvadratkilometer. Rosseln som avvattnar avrinningsområdet har biflödesordning 3, vilket innebär att vattnet flödar genom totalt 3 vattendrag innan det når havet efter 320 kilometer. Avrinningsområdet består mestadels av skog (43 procent) och sankmarker (46 procent). Avrinningsområdet har 0,47 kvadratkilometer vattenytor vilket ger det en sjöprocent på 11,7 procent.